# Ayoub Ghadfa
Ayoub Ghadfa Drissi El Aissaoui (Marbella, 6 de diciembre de 1998) es un deportista español que compite en boxeo.

## Biografía
Ayoub Ghadfa empezó a practicar el kickboxing y luego el boxeo en su Marbella natal, empujado por el acoso escolar que sufría.
Ganó una medalla de bronce en el Campeonato Mundial de Boxeo Aficionado de 2023 y dos medallas en el Campeonato Europeo de Boxeo Aficionado, plata en 2022 y oro en 2024, en el peso superpesado.
Participó en los Juegos Olímpicos de París 2024, obteniendo una medalla de plata en la categoría de +92 kg.
Ghadfa vive en la residencia Joaquín Blume del CAR de Madrid, donde es entrenado por el también medallista olímpico Rafael Lozano.
Estudió Ciencias de la Actividad y del Deporte en el INEF de la Universidad Politécnica de Madrid.

## Palmarés internacional
| Juegos Olímpicos   | Juegos Olímpicos     | Juegos Olímpicos  | Juegos Olímpicos |
| Año                | Lugar                | Medalla           | Categoría        |
| ------------------ | -------------------- | ----------------- | ---------------- |
| 2024               | París (Francia)      | Medalla de plata  | +92 kg           |
| Campeonato Mundial |                      |                   |                  |
| Año                | Lugar                | Medalla           | Categoría        |
| 2023               | Taskent (Uzbekistán) | Medalla de bronce | +92 kg           |
| Campeonato Europeo |                      |                   |                  |
| Año                | Lugar                | Medalla           | Categoría        |
| 2022               | Ereván (Armenia)     | Medalla de plata  | +92 kg           |
| 2024               | Belgrado (Serbia)    | Medalla de oro    | +92 kg           |